# Graafschap Bentheim-Alpen
Het graafschap Bentheim-Alpen was een kortstondig graafschap van het Heilige Roomse Rijk welk in 1606 van het graafschap Steinfurt werd afgesplitst. 
Geografisch bestond het uit de heerlijkheid Alpen. De enige graaf die het graafschap heeft gekend was Frederick Ludolph die er regeerde van 1606 tot 1629.
Na zijn dood zonder opvolger in 1629 kwam het weer bij het graafschap Steinfurt.